# Panosteítis
La panosteitis es un enfermedad del desarrollo que produce una inflamación en los huesos largos de perros con crecimiento rápido. Esta inflamación deriva en cojeras que pueden confundirse con cualquier otro tipo de lesión, por eso es importante acudir con el cachorro al veterinario para un rápido diagnóstico.

## A que perros afecta
Afecta generalmente a perros machos con crecimiento rápido de razas como Basset Hound, Pastor Alemán, Pastor Blanco Suizo, Golden Retriever, Labrador Retriever, Rottweiler, Doberman o Gran Danés.
Los perros que poseen esta enfermedad suelen estar aproximadamente entre los 5 y los 18 meses de edad cuando están en plena etapa de desarrollo y crecimiento. 

## Causas
Aunque en la actualidad se desconoce la causa exacta se realizan estudios en los que se sugiere una relación con factores como la sobrecarga, el estrés o alteraciones metabólicas, inmunes o incluso infecciosas. 

## Síntomas
Los animales afectados presentan cojeras agudas en una extremidad o varias y que puede extenderse de una pata a otra.
El perro presenta dolor de diferente intensidad en las articulaciones afectadas. 
Dependiendo del grado de intensidad puede llegar a producir decaimiento, fiebre, e incluso pérdida de apetito.

## Diagnóstico
Normalmente consiste en la palpación de la zona afectada hasta dar con la articulación que posee el problema aunque para descartar cualquier otro tipo de lesión como una rotura o fisura se realiza una radiografía de esa extremidad en diferentes posiciones. 

## Tratamiento
No existe un tratamiento concreto. 
Generalmente la enfermedad revierte con el paso de un tiempo, cuando el cachorro deja atrás su época de crecimiento, manteniéndose esta a lo largo de esta etapa con etapas de empeoramiento y con otras de mejoría.
Para evitar el dolor y por consiguiente el sufrimiento de la mascota en estas épocas generalmente se usan antiinflamatorios y analgésicos. 
Durante los procesos de recuperación del perro se debería intentar que realizara el menor esfuerzo y ejercicio posible, intentando siempre mantener a nuestro perro en reposo. 

## Prevención
Una de las cosas más importantes a tener en cuenta es la alimentación, pues a pesar de que al principio solo nos preocupamos de si nuestro perro la come o no le gusta, puede ser la causante de multitud de enfermedades entre otras la panosteitis.
Por esto hay que tener en cuenta la cantidad de minerales que posee el alimento ya que un exceso de calcio por ejemplo puede producir una aceleración en el crecimiento de los huesos.
Por lo contrario las proteínas ayudan al mantenimiento equilibrado del crecimiento de los huesos.
También es recomendable evitar cualquier tipo de salto o ejercicio de larga duración, así como cualquier adiestramiento  sobre una superficie dura, ya que esto hace que se empeore la enfermedad en los perros que son propensos a tener este tipo de molestias.
- Datos: Q918185